# Kübelbachviadukt
Das Kübelbachviadukt ist eine eingleisige Eisenbahnbrücke auf der Bahnstrecke Eutingen im Gäu–Schiltach, auch Gäubahn genannt, bei Dornstetten–Aach in Baden-Württemberg.

## Beschreibung
Das Viadukt ist eine Gitterträgerbrücke mit oben liegendem Gleis. Sie besteht aus fünf Felder mit Stützweiten von 50 m – 3 × 60 m – 50 m und vier gemauerten Pfeilern. Die Pfeiler sind für einen späteren doppelgleisigen Ausbau ausgelegt, der jedoch nie umgesetzt wurde. Das Tragwerk wurde von der Firma Gebr. Decker in Cannstatt hergestellt. Im Zusammenhang mit der Realisierung des Regionalnetzes „Freudenstädter Stern“ erfolgten 2006 umfangreiche Sanierungsarbeiten am Bauwerk sowie die Elektrifizierung der Strecke. Rund einen Kilometer westlich befindet sich auf derselben Eisenbahnstrecke das ursprünglich weitgehend baugleiche Stockerbachviadukt und etwas weiter das 162 m lange und aus drei Feldern bestehende Ettenbachviadukt.
Gegen Ende des Zweiten Weltkriegs wurde das Viadukt von der Wehrmacht gesprengt. Im Gegensatz zum Stockerbachviadukt, der ebenfalls gesprengt wurde und danach völlig neue Kastenträger erhielt, konnten die Gitterträgerelementen wieder instand gesetzt werden. So konnte das ursprüngliche Aussehen gerettet werden. Das Viadukt ist heute ein beliebtes Fotomotiv.